# Eugène Mougin
Eugène Mougin, francoski lokostrelec, * 17. november 1852, † 28. december 1923.
Mougin je sodeloval na lokostrelskem delu poletnih olimpijskih igrah leta 1900 v disciplini Au Chapelet na 50 m, kjer je dosegel prvo mesto.